# Thomas Cup 2010/Qualifikation Ozeanien
Die Qualifikation zum Thomas Cup 2010 des ozeanischen Kontinentalverbandes fand vom 19. bis zum 20. Februar 2010 in Invercargill statt. Australien qualifizierte sich als Sieger für die Endrunde.

## Austragungsort
- Stadium Southland

## Endstand
| Platz | Land                   | Punkte | Spiele | Spielpunkte |   |    | Sätze |   |    | Bälle |   |     |
| ----- | ---------------------- | ------ | ------ | ----------- | - | -- | ----- | - | -- | ----- | - | --- |
| 1     | Australien             | 4      | 4      | 20          | – | 0  | 40    | – | 1  | 860   | – | 394 |
| 2     | Neuseeland             | 3      | 4      | 15          | – | 5  | 31    | – | 10 | 791   | – | 471 |
| 3     | Neukaledonien          | 2      | 4      | 9           | – | 11 | 19    | – | 24 | 696   | – | 777 |
| 4     | Fidschi                | 1      | 4      | 3           | – | 17 | 7     | – | 36 | 503   | – | 867 |
| 5     | Französisch-Polynesien | 0      | 4      | 3           | – | 17 | 9     | – | 35 | 533   | – | 874 |